# Isla Plana
Isla Plana är en ö i Spanien.   Den ligger i provinsen Murcia och regionen Murcia, i den sydöstra delen av landet, 400 km sydost om huvudstaden Madrid.
Terrängen på Isla Plana är varierad.  Omgivningarna runt Isla Plana är i huvudsak ett öppet busklandskap.